# 6 Heures du Nürburgring 2016
Navigation
Édition précédente Édition suivante
Les 6 Heures du Nürburgring 2016 (6 Hours of Nürburgring 2016) sont la 2e édition de l'épreuve sur un format de six heures, la 4e manche du calendrier du Championnat du monde d'endurance FIA 2016 et se sont déroulés le 24 juillet 2016. La victoire est remportée par la Porsche no 1 pilotée par Timo Bernhard, Brendon Hartley et Mark Webber, qui s'était élancée en troisième position.

## Circuit
Les 6 Heures du Nürburgring 2016 se déroulent sur le Nürburgring en Allemagne, et plus précisément sur le Circuit Grand Prix. En plus d'être le théâtre de la lutte à domicile des constructeurs Porsche et Audi, c'est un haut lieu d'endurance automobile avec les 1 000 kilomètres du Nürburgring et les 24 Heures du Nürburgring, course populaire où se mélangent des voitures de tous types et qui se déroule sur la Nordschleife qui utilise le circuit grand prix. Il a de plus accueilli la Formule 1 ; il est donc très ancré dans la compétition automobile.

## Qualifications
Voici le classement officiel au terme des qualifications. Les premiers de chaque catégorie sont signalés par un fond jauni.
| Position | Catégorie | Équipe                           | Temps          | Grille |
| -------- | --------- | -------------------------------- | -------------- | ------ |
| 1        | LMP1      | No. 7 Audi Sport Team Joest      | 1 min 39 s 444 | 1      |
| 2        | LMP1      | No. 8 Audi Sport Team Joest      | 1 min 39 s 710 | 2      |
| 3        | LMP1      | No. 1 Porsche Team               | 1 min 39 s 861 | 3      |
| 4        | LMP1      | No. 2 Porsche Team               | 1 min 39 s 893 | 4      |
| 5        | LMP1      | No. 6 Toyota Gazoo Racing        | 1 min 40 s 639 | 5      |
| 6        | LMP1      | No. 5 Toyota Gazoo Racing        | 1 min 40 s 748 | 6      |
| 7        | LMP1      | No. 13 Rebellion Racing          | 1 min 46 s 081 | 7      |
| 8        | LMP1      | No. 4 ByKolles Racing Team       | 1 min 46 s 907 | 8      |
| 9        | LMP1      | No. 12 Rebellion Racing          | 1 min 47 s 026 | 9      |
| 10       | LMP2      | No. 26 G-Drive Racing            | 1 min 48 s 984 | 10     |
| 11       | LMP2      | No. 36 Signatech Alpine          | 1 min 49 s 727 | 11     |
| 12       | LMP2      | No. 42 Strakka Racing            | 1 min 49 s 762 | 12     |
| 13       | LMP2      | No. 43 RGR Sport by Morand       | 1 min 50 s 105 | 13     |
| 14       | LMP2      | No. 44 Manor                     | 1 min 50 s 372 | 14     |
| 15       | LMP2      | No. 27 SMP Racing                | 1 min 50 s 948 | 15     |
| 16       | LMP2      | No. 31 Extreme Speed Motorsports | 1 min 51 s 194 | 16     |
| 17       | LMP2      | No. 45 Manor                     | 1 min 51 s 294 | 17     |
| 18       | LMP2      | No. 37 SMP Racing                | 1 min 51 s 667 | 18     |
| 19       | LMP2      | No. 35 Baxi DC Racing Alpine     | 1 min 52 s 506 | 19     |
| 20       | LMP2      | No. 30 Extreme Speed Motorsports | 1 min 56 s 462 | 20     |
| 21       | LMGTE Pro | No. 95 Aston Martin Racing       | 2 min 01 s 172 | 21     |
| 22       | LMGTE Pro | No. 66 Ford Chip Ganassi Racing  | 2 min 01 s 959 | 22     |
| 23       | LMGTE Pro | No. 97 Aston Martin Racing       | 2 min 02 s 220 | 23     |
| 24       | LMGTE Pro | No. 51 AF Corse                  | 2 min 02 s 512 | 24     |
| 25       | LMGTE Pro | No. 67 Ford Chip Ganassi Racing  | 2 min 03 s 256 | 25     |
| 26       | LMGTE Pro | No. 77 Dempsey-Proton Racing     | 2 min 03 s 681 | 26     |
| 27       | LMGTE Am  | No. 88 Abu Dhabi-Proton Racing   | 2 min 06 s 011 | 27     |
| 28       | LMGTE Am  | No. 78 KCMG                      | 2 min 06 s 197 | 28     |
| 29       | LMGTE Am  | No. 98 Aston Martin Racing       | 2 min 06 s 372 | 29     |
| 30       | LMGTE Am  | No. 83 AF Corse                  | 2 min 06 s 589 | 30     |
| 31       | LMGTE Pro | No. 71 AF Corse                  | 2 min 06 s 745 | 31     |
| 32       | LMGTE Am  | No. 50 Larbre Compétition        | 2 min 09 s 127 | 32     |
| 33       | LMGTE Am  | No. 86 Gulf Racing               | 2 min 09 s 820 | 33     |

## Résultats
Voici le classement officiel au terme de la course.
- Les vainqueurs de chaque catégorie sont signalés par un fond jauni.
- Pour la colonne Pneus, il faut passer le curseur au-dessus du modèle pour connaître le manufacturier de pneumatiques.

| Pos | Cat       | n° | Équipe                    | Pilotes                                                 | Châssis                        | Pneus | Tours |
| Pos | Cat       | n° | Équipe                    | Pilotes                                                 | Moteur                         | Pneus | Tours |
| --- | --------- | -- | ------------------------- | ------------------------------------------------------- | ------------------------------ | ----- | ----- |
| 1   | LMP1      | 1  | Porsche Team              | Timo Bernhard Mark Webber Brendon Hartley               | Porsche 919 Hybrid             | M     | 194   |
| 1   | LMP1      | 1  | Porsche Team              | Timo Bernhard Mark Webber Brendon Hartley               | Porsche 2.0 L Turbo V4         | M     | 194   |
| 2   | LMP1      | 8  | Audi Sport Team Joest     | Lucas di Grassi Loïc Duval Oliver Jarvis                | Audi R18                       | M     | 194   |
| 2   | LMP1      | 8  | Audi Sport Team Joest     | Lucas di Grassi Loïc Duval Oliver Jarvis                | Audi TDI 4.0 L Turbo Diesel V6 | M     | 194   |
| 3   | LMP1      | 7  | Audi Sport Team Joest     | Marcel Fässler André Lotterer                           | Audi R18                       | M     | 194   |
| 3   | LMP1      | 7  | Audi Sport Team Joest     | Marcel Fässler André Lotterer                           | Audi TDI 4.0 L Turbo Diesel V6 | M     | 194   |
| 4   | LMP1      | 2  | Porsche Team              | Romain Dumas Neel Jani Marc Lieb                        | Porsche 919 Hybrid             | M     | 194   |
| 4   | LMP1      | 2  | Porsche Team              | Romain Dumas Neel Jani Marc Lieb                        | Porsche 2.0 L Turbo V4         | M     | 194   |
| 5   | LMP1      | 5  | Toyota Gazoo Racing       | Anthony Davidson Sébastien Buemi Kazuki Nakajima        | Toyota TS050 Hybrid            | M     | 193   |
| 5   | LMP1      | 5  | Toyota Gazoo Racing       | Anthony Davidson Sébastien Buemi Kazuki Nakajima        | Toyota 2.4 L Turbo V6          | M     | 193   |
| 6   | LMP1      | 6  | Toyota Gazoo Racing       | Stéphane Sarrazin Mike Conway Kamui Kobayashi           | Toyota TS050 Hybrid            | M     | 190   |
| 6   | LMP1      | 6  | Toyota Gazoo Racing       | Stéphane Sarrazin Mike Conway Kamui Kobayashi           | Toyota 2.4 L Turbo V6          | M     | 190   |
| 7   | LMP1      | 13 | Rebellion Racing          | Mathéo Tuscher Dominik Kraihamer Alexandre Imperatori   | Rebellion R-One                | D     | 178   |
| 7   | LMP1      | 13 | Rebellion Racing          | Mathéo Tuscher Dominik Kraihamer Alexandre Imperatori   | AER 2.4 L Turbo V6             | D     | 178   |
| 8   | LMP2      | 36 | Signatech Alpine          | Gustavo Menezes Nicolas Lapierre Stéphane Richelmi      | Alpine A460                    | D     | 178   |
| 8   | LMP2      | 36 | Signatech Alpine          | Gustavo Menezes Nicolas Lapierre Stéphane Richelmi      | Nissan VK45DE 4.5 L V8         | D     | 178   |
| 9   | LMP2      | 43 | RGR Sport by Morand       | Ricardo Gonzalez Filipe Albuquerque Bruno Senna         | Ligier JS P2                   | D     | 178   |
| 9   | LMP2      | 43 | RGR Sport by Morand       | Ricardo Gonzalez Filipe Albuquerque Bruno Senna         | Nissan VK45DE 4.5 L V8         | D     | 178   |
| 10  | LMP2      | 31 | Extreme Speed Motorsports | Ryan Dalziel Pipo Derani Chris Cumming                  | Ligier JS P2                   | M     | 176   |
| 10  | LMP2      | 31 | Extreme Speed Motorsports | Ryan Dalziel Pipo Derani Chris Cumming                  | Nissan VK45DE 4.5 L V8         | M     | 176   |
| 11  | LMP2      | 42 | Strakka Racing            | Nick Leventis Jonny Kane Lewis Williamson (en)          | Gibson 015S                    | D     | 176   |
| 11  | LMP2      | 42 | Strakka Racing            | Nick Leventis Jonny Kane Lewis Williamson (en)          | Nissan VK45DE 4.5 L V8         | D     | 176   |
| 12  | LMP2      | 44 | Manor                     | Tor Graves Antônio Pizzonia Matthew Howson              | Oreca 05                       | D     | 176   |
| 12  | LMP2      | 44 | Manor                     | Tor Graves Antônio Pizzonia Matthew Howson              | Nissan VK45DE 4.5 L V8         | D     | 176   |
| 13  | LMP2      | 37 | SMP Racing                | Vitaly Petrov Kirill Ladygin Viktor Shaitar             | BR Engineering BR01            | D     | 175   |
| 13  | LMP2      | 37 | SMP Racing                | Vitaly Petrov Kirill Ladygin Viktor Shaitar             | Nissan VK45DE 4.5 L V8         | D     | 175   |
| 14  | LMP2      | 35 | Baxi DC Racing Alpine     | David Cheng Ho-Pin Tung Nelson Panciatici               | Alpine A460                    | D     | 175   |
| 14  | LMP2      | 35 | Baxi DC Racing Alpine     | David Cheng Ho-Pin Tung Nelson Panciatici               | Nissan VK45DE 4.5 L V8         | D     | 175   |
| 15  | LMP2      | 27 | SMP Racing                | Nicolas Minassian Maurizio Mediani                      | BR Engineering BR01            | D     | 175   |
| 15  | LMP2      | 27 | SMP Racing                | Nicolas Minassian Maurizio Mediani                      | Nissan VK45DE 4.5 L V8         | D     | 175   |
| 16  | LMP2      | 30 | Extreme Speed Motorsports | Scott Sharp Ed Brown Johannes van Overbeek              | Ligier JS P2                   | M     | 172   |
| 16  | LMP2      | 30 | Extreme Speed Motorsports | Scott Sharp Ed Brown Johannes van Overbeek              | Nissan VK45DE 4.5 L V8         | M     | 172   |
| 17  | LMP1      | 12 | Rebellion Racing          | Nicolas Prost Nick Heidfeld Mathias Beche               | Rebellion R-One                | D     | 171   |
| 17  | LMP1      | 12 | Rebellion Racing          | Nicolas Prost Nick Heidfeld Mathias Beche               | AER P60 2.4 L Turbo V6         | D     | 171   |
| 18  | LMGTE Pro | 51 | AF Corse                  | Gianmaria Bruni James Calado                            | Ferrari 488 GTE                | M     | 170   |
| 18  | LMGTE Pro | 51 | AF Corse                  | Gianmaria Bruni James Calado                            | Ferrari F154CB3.9 L Turbo V8   | M     | 170   |
| 19  | LMGTE Pro | 71 | AF Corse                  | Davide Rigon Sam Bird                                   | Ferrari 488 GTE                | M     | 170   |
| 19  | LMGTE Pro | 71 | AF Corse                  | Davide Rigon Sam Bird                                   | Ferrari F154CB 3.9 L Turbo V8  | M     | 170   |
| 20  | LMGTE Pro | 95 | Aston Martin Racing       | Nicki Thiim Marco Sørensen                              | Aston Martin V8 Vantage GTE    | D     | 170   |
| 20  | LMGTE Pro | 95 | Aston Martin Racing       | Nicki Thiim Marco Sørensen                              | Aston Martin 4.5 L V8          | D     | 170   |
| 21  | LMGTE Pro | 66 | Ford Chip Ganassi Racing  | Stefan Mücke Olivier Pla                                | Ford GT                        | M     | 169   |
| 21  | LMGTE Pro | 66 | Ford Chip Ganassi Racing  | Stefan Mücke Olivier Pla                                | Ford EcoBoost 3.5 L Turbo V6   | M     | 169   |
| 22  | LMGTE Pro | 97 | Aston Martin Racing       | Richie Stanaway Darren Turner                           | Aston Martin V8 Vantage GTE    | D     | 169   |
| 22  | LMGTE Pro | 97 | Aston Martin Racing       | Richie Stanaway Darren Turner                           | Aston Martin 4.5 L V8          | D     | 169   |
| 23  | LMGTE Pro | 77 | Dempsey-Proton Racing     | Richard Lietz Michael Christensen                       | Porsche 911 RSR (991)          | M     | 169   |
| 23  | LMGTE Pro | 77 | Dempsey-Proton Racing     | Richard Lietz Michael Christensen                       | Porsche 4.0 L Flat-6           | M     | 169   |
| 24  | LMGTE Am  | 98 | Aston Martin Racing       | Paul Dalla Lana Pedro Lamy Mathias Lauda                | Aston Martin V8 Vantage GTE    | D     | 166   |
| 24  | LMGTE Am  | 98 | Aston Martin Racing       | Paul Dalla Lana Pedro Lamy Mathias Lauda                | Aston Martin 4.5 L V8          | D     | 166   |
| 25  | LMGTE Am  | 83 | AF Corse                  | François Perrodo Emmanuel Collard Rui Águas             | Ferrari 458 Italia GT2         | M     | 166   |
| 25  | LMGTE Am  | 83 | AF Corse                  | François Perrodo Emmanuel Collard Rui Águas             | Ferrari 4.5 L V8               | M     | 166   |
| 26  | LMGTE Am  | 50 | Larbre Compétition        | Yutaka Yamagishi Pierre Ragues Paolo Ruberti            | Chevrolet Corvette C7.R        | M     | 165   |
| 26  | LMGTE Am  | 50 | Larbre Compétition        | Yutaka Yamagishi Pierre Ragues Paolo Ruberti            | Chevrolet LT5.5 5.5 L V8       | M     | 165   |
| 27  | LMGTE Am  | 88 | Abu Dhabi-Proton Racing   | Khaled Al Qubaisi David Heinemeier Hansson Patrick Long | Porsche 911 RSR (991)          | M     | 164   |
| 27  | LMGTE Am  | 88 | Abu Dhabi-Proton Racing   | Khaled Al Qubaisi David Heinemeier Hansson Patrick Long | Porsche 4.0 L Flat-6           | M     | 164   |
| 28  | LMGTE Am  | 86 | Gulf Racing               | Michael Wainwright Adam Carroll Ben Barker              | Porsche 911 RSR (991)          | M     | 164   |
| 28  | LMGTE Am  | 86 | Gulf Racing               | Michael Wainwright Adam Carroll Ben Barker              | Porsche 4.0 L Flat-6           | M     | 164   |
| 29  | LMGTE Pro | 67 | Ford Chip Ganassi Racing  | Marino Franchitti Andy Priaulx Harry Tincknell          | Ford GT                        | M     | 155   |
| 29  | LMGTE Pro | 67 | Ford Chip Ganassi Racing  | Marino Franchitti Andy Priaulx Harry Tincknell          | Ford EcoBoost 3.5 L Turbo V6   | M     | 155   |
| Abd | LMP2      | 45 | Manor                     | Matthew Rao Richard Bradley Roberto Merhi               | Oreca 05                       | D     | 149   |
| Abd | LMP2      | 45 | Manor                     | Matthew Rao Richard Bradley Roberto Merhi               | Nissan VK45DE 4.5 L V8         | D     | 149   |
| Abd | LMP1      | 4  | ByKolles Racing Team      | Simon Trummer Oliver Webb Pierre Kaffer                 | CLM P1/01                      | D     | 98    |
| Abd | LMP1      | 4  | ByKolles Racing Team      | Simon Trummer Oliver Webb Pierre Kaffer                 | AER P60 2.4 L Turbo V6         | D     | 98    |
| Abd | LMP2      | 26 | G-Drive Racing            | Roman Rusinov René Rast Alex Brundle                    | Oreca 05                       | D     | 74    |
| Abd | LMP2      | 26 | G-Drive Racing            | Roman Rusinov René Rast Alex Brundle                    | Nissan VK45DE 4.5 L V8         | D     | 74    |
| Ex  | LMGTE Am  | 78 | KCMG                      | Christian Ried Wolf Henzler Joël Camathias              | Porsche 911 RSR (991)          | M     | 166.  |
| Ex  | LMGTE Am  | 78 | KCMG                      | Christian Ried Wolf Henzler Joël Camathias              | Porsche 4.0 L Flat-6           | M     | 166.  |

### Note
1. ↑  La voiture n°78 a été exclue à l'issue de la course car elle n'a pas validé les vérifications techniques d'après course en raison d'une hauteur de caisse non conforme.